# 아욱슈타이티야

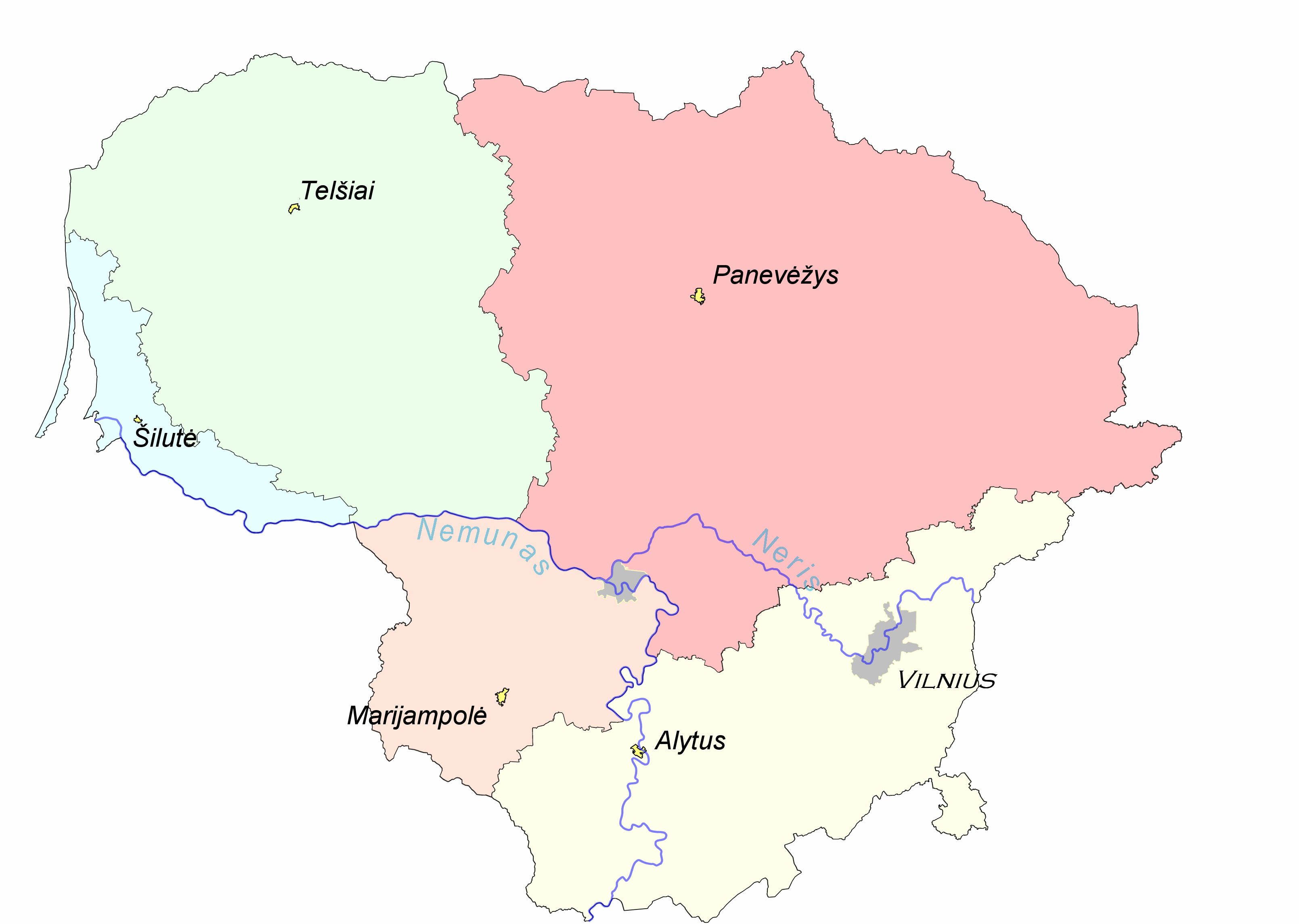
리투아니아를 형성하는 문화기술적인 지방 (빨간색으로 표시된 지방이 아욱슈타이티야)

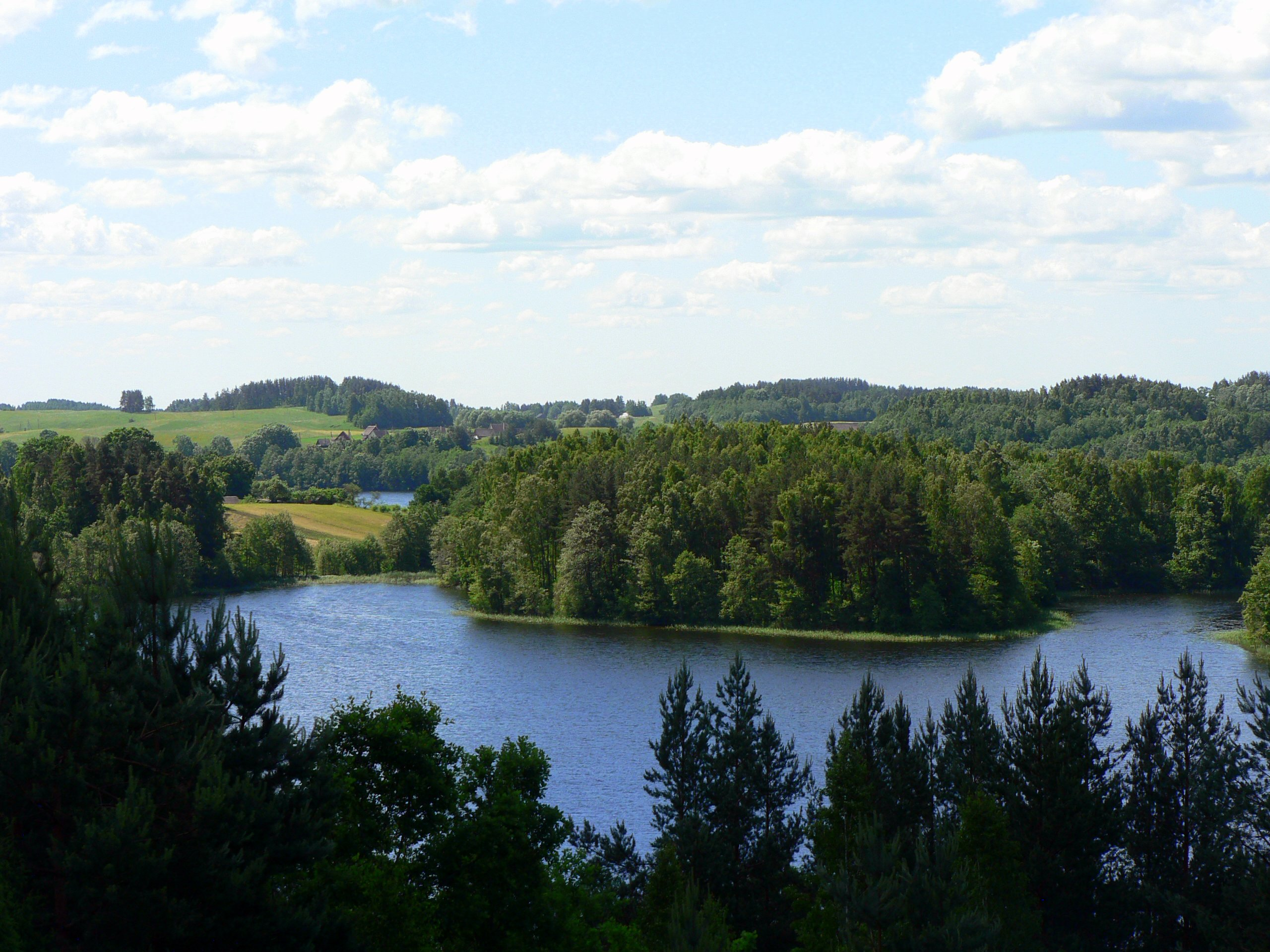
아욱슈타이티야의 풍경

아욱슈타이티야(리투아니아어: Aukštaitija, "고지"(高地)라는 뜻)는 리투아니아를 형성하는 5개의 문화기술적인 지방 가운데 하나이다. 현재의 리투아니아 북동부에 위치하며 지방의 중심 도시는 파네베지스이다. 라트비아, 벨라루스와 국경을 접한다. 러시아인과 벨라루스인 소수가 거주한다.

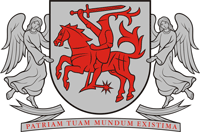
아욱슈타이티야의 문장

## 같이 보기
- 사모기티아